# Technische Universiteit Poznań
De Technische Universiteit Poznań (Pools: Politechnika Poznańska, afkorting PUT naar Poznań University of Technology) is een universiteit in Poznań, Polen. De universiteit telt negen faculteiten.
In 1995 trad de universiteit als eerste Poolse instelling toe tot het CESAER-universiteitsnetwerk, de Conference of European Schools for Advanced Engineering Education and Research.

## Geschiedenis
De universiteit werd in 1919 opgericht als Staatshogeschool voor Machinebouw (Państwowa Wyższa Szkoła Budowy Maszyn). In 1929 werd ook de elektrotechniek aan de naam en het onderwijsprogramma toegevoegd en werd het de Staatshogeschool voor Machinebouw en Elektrotechniek (Państwowa Wyższa Szkoła Budowy Maszyn i Elektrotechniki). In 1955 werd de hogeschool door een ministerieel besluit verheven tot technische universiteit. 
Het rectoraatsgebouw dateert uit 1907 en is ontworpen door Heinrich Grüder. Het werd tot 1919, toen Poznań Duits was, gebruikt door de Königliche Höhere Maschinenbauschule.
Aalborg ·
Aken ·
Barcelona ·
Belgrado · 
Berlijn · 
Boedapest · 
Boekarest · 
Braunschweig · 
Brno ·
Darmstadt ·
Delft ·
Dresden ·
Dublin ·
Enschede · 
Gdańsk · 
Gent ·
Glasgow · 
Göteborg ·
Graz ·
Grenoble ·
Guildford · 
Haifa ·
Hannover ·
Helsinki ·
Istanboel ·
Karlsruhe ·
Kaunas ·
Lausanne ·
Leuven ·
Lissabon ·
Lissabon NOVA ·
Louvain-la-Neuve ·
Lund · 
Lyon ·
Madrid ·
Milaan ·
Parijs-Saclay ·
Parijs ParisTech ·
Porto ·
Poznań ·
Praag ·
Riga ·
Sheffield · 
Stockholm ·
Stuttgart ·
Tallinn ·
Tomsk ·
Trondheim ·
Turijn ·
Valencia ·
Warschau ·
Wenen ·
Zürich